# Campeonato NORCECA Masculino de Voleibol Sub-21 de 2012
El Campeonato NORCECA Masculino de Voleibol Sub-21 de 2012 fue la octava edición del torneo bianual Voleibol, interpretada por ocho países desde el 27 de agosto - 1 de septiembre de 2012 en Colorado Springs, Colorado, Estados Unidos. Los tres mejores equipos se clasificarán para Campeonato Mundial de Voleibol Masculino Sub-21 de 2013.

## Grupos
| Grupo A                      | Grupo B     |
| ---------------------------- | ----------- |
| Honduras                     | Canadá      |
| México                       | Curazao     |
| San Vicente y las Granadinas | Guatemala   |
| Estados Unidos               | Puerto Rico |

## Ronda preliminar

### Grupo A
|  | Equipo que avanza a semifinales |
|  | Equipo que va cuartos de final  |

|          |                              |     | Juegos | Juegos | Puntos | Puntos | Puntos     | Sets | Sets | Sets       |
| Posición | Equipos                      | Pts | G      | P      | G      | P      | Proporción | G    | P    | Proporción |
| -------- | ---------------------------- | --- | ------ | ------ | ------ | ------ | ---------- | ---- | ---- | ---------- |
| 1        | Estados Unidos               | 15  | 3      | 0      | 225    | 121    | 1,860      | 9    | 0    | MAX        |
| 2        | México                       | 10  | 2      | 1      | 207    | 160    | 1,294      | 6    | 3    | 2,000      |
| 3        | Honduras                     | 5   | 1      | 2      | 168    | 199    | 0,844      | 3    | 6    | 0,500      |
| 4        | San Vicente y las Granadinas | 0   | 0      | 3      | 105    | 225    | 0,467      | 0    | 9    | 0,000      |

| Fecha        |                | Resultado |                              | Set   | Set   | Set   | Set | Set | Puntuación total |
| Fecha        | 1              | Resultado | 2                            | 3     | 4     | 5     |     |     | Puntuación total |
| ------------ | -------------- | --------- | ---------------------------- | ----- | ----- | ----- | --- | --- | ---------------- |
| 27 de agosto | México         | 3-0       | San Vicente y las Granadinas | 25-7  | 25-10 | 25-15 |     |     | 75-32            |
| 27 de agosto | Estados Unidos | 3-0       | Honduras                     | 25-12 | 25-12 | 25-16 |     |     | 75-40            |
| 28 de agosto | México         | 3-0       | Honduras                     | 25-15 | 25-15 | 25-14 |     |     | 75-53            |
| 28 de agosto | Estados Unidos | 3-0       | San Vicente y las Granadinas | 25-8  | 25-8  | 25-9  |     |     | 75-25            |
| 29 de agosto | Honduras       | 3-0       | San Vicente y las Granadinas | 25-17 | 25-11 | 25-20 |     |     | 75-48            |
| 29 de agosto | México         | 3-0       | Honduras                     | 25-18 | 25-18 | 25-20 |     |     | 75-56            |

### Grupo B
|  | Equipo que avanza a semifinales |
|  | Equipo que va cuartos de final  |

|          |             |     | Juegos | Juegos | Puntos | Puntos | Puntos     | Sets | Sets | Sets       |
| Posición | Equipos     | Pts | G      | P      | G      | P      | Proporción | G    | P    | Proporción |
| -------- | ----------- | --- | ------ | ------ | ------ | ------ | ---------- | ---- | ---- | ---------- |
| 1        | Canadá      | 14  | 3      | 0      | 253    | 161    | 1,571      | 9    | 1    | 9,000      |
| 2        | Puerto Rico | 11  | 2      | 1      | 222    | 223    | 0,996      | 7    | 3    | 2,333      |
| 3        | Guatemala   | 4   | 1      | 2      | 206    | 226    | 0,912      | 3    | 7    | 0,429      |
| 4        | Curazao     | 1   | 0      | 3      | 179    | 250    | 0,716      | 1    | 9    | 0,111      |

| Fecha        |             | Resultado |             | Set   | Set   | Set   | Set   | Set | Puntuación total |
| Fecha        | 1           | Resultado | 2           | 3     | 4     | 5     |       |     | Puntuación total |
| ------------ | ----------- | --------- | ----------- | ----- | ----- | ----- | ----- | --- | ---------------- |
| 27 de agosto | Puerto Rico | 3-0       | Curazao     | 27-25 | 25-13 | 25-23 |       |     | 77-61            |
| 27 de agosto | Canadá      | 3-0       | Guatemala   | 25-15 | 25-13 | 25-21 |       |     | 75-49            |
| 28 de agosto | Canadá      | 3-0       | Curazao     | 25-15 | 25-15 | 25-14 |       |     | 75-53            |
| 28 de agosto | Puerto Rico | 3-0       | Guatemala   | 25-20 | 25-19 | 25-20 |       |     | 75-59            |
| 29 de agosto | Guatemala   | 3-1       | Curazao     | 25-14 | 23-25 | 25-19 | 25-18 |     | 98-76            |
| 29 de agosto | Canadá      | 3-1       | Puerto Rico | 25-13 | 25-15 | 28-30 | 25-12 |     | 103-70           |

## Ronda Final
|  | Cuartos de final | Cuartos de final | Cuartos de final |                |   | Semifinales | Semifinales  | Semifinales  |              |        | Final  | Final       | Final |  |
|  |                  |                  |                  |                |   |             |              |              |              |        |        |             |       |  |
|  |                  |                  |                  |                |   |             |              |              |              |        |        |             |       |  |
|  |                  |                  |                  |                |   |             |              |              |              |        |        |             |       |  |
|  |                  |                  |                  |                |   |             |              |              |              |        |        |             |       |  |
|  |                  |                  |                  |                |   |             |              |              |              |        |        |             |       |  |
|  |                  | B1               | Canadá           | 3              |   |             |              |              |              |        |        |             |       |  |
|  |                  |                  |                  | 3              |   |             |              |              |              |        |        |             |       |  |
|  |                  |                  | A2               | México         | 1 |             |              |              |              |        |        |             |       |  |
|  | A2               | México           | A2               | México         | 1 | 3           |              |              |              |        |        |             |       |  |
|  | A2               | México           |                  |                |   |             |              |              |              |        |        |             |       |  |
|  | B3               | Guatemala        | 0                |                |   |             |              |              |              |        |        |             |       |  |
|  | B3               | Guatemala        | 0                |                |   |             |              |              |              | B1     | Canadá | 1           |       |  |
|  |                  |                  |                  |                |   |             |              |              |              | B1     | Canadá | 1           |       |  |
|  |                  |                  | A1               | Estados Unidos | 3 |             |              |              |              |        |        |             |       |  |
|  |                  |                  | A1               | Estados Unidos | 3 |             |              |              |              |        |        |             |       |  |
|  |                  |                  |                  |                |   |             |              |              |              |        |        |             |       |  |
|  |                  |                  |                  |                |   |             |              |              |              |        |        |             |       |  |
|  |                  | A1               | Estados Unidos   | 3              |   |             | Tercer lugar | Tercer lugar | Tercer lugar |        |        |             |       |  |
|  |                  |                  |                  | 3              |   |             | Tercer lugar | Tercer lugar | Tercer lugar |        |        |             |       |  |
|  |                  |                  | B2               | Puerto Rico    | 0 |             |              |              |              |        |        |             |       |  |
|  | B2               | Puerto Rico      | B2               | Puerto Rico    | 0 | 3           |              |              | A2           | México | 3      |             |       |  |
|  | B2               | Puerto Rico      |                  |                |   |             |              |              | A2           | México | 3      |             |       |  |
|  | A3               | Honduras         | 0                |                |   |             |              |              |              |        | B2     | Puerto Rico | 0     |  |
|  | A3               | Honduras         | 0                |                |   |             |              |              |              |        | B2     | Puerto Rico | 0     |  |
|  |                  |                  |                  |                |   |             |              |              |              |        |        |             |       |  |

### Quinto al Octavo
|  | Eliminatoria del 5º al 8º    | Eliminatoria del 5º al 8º |   |                              | Partido por el 5º lugar | Partido por el 5º lugar |  |
|  |                              |                           |   |                              |                         |                         |  |
|  | 31 de agosto                 |                           |   |                              |                         |                         |  |
|  | San Vicente y las Granadinas | 0                         |   |                              |                         |                         |  |
|  | Guatemala                    | 3                         |   |                              |                         |                         |  |
|  |                              |                           |   |                              |                         |                         |  |
|  |                              |                           |   |                              | 1 de septiembre         |                         |  |
|  |                              |                           |   |                              | Guatemala               | 3                       |  |
|  |                              | Honduras                  | 2 |                              |                         |                         |  |
|  |                              |                           |   |                              |                         |                         |  |
|  |                              |                           |   |                              |                         |                         |  |
|  |                              |                           |   |                              | Partido por el 7º lugar |                         |  |
|  | 31 de agosto                 | 31 de agosto              |   | 1 de septiembre              | 1 de septiembre         |                         |  |
|  | Curazao                      | 1                         |   | San Vicente y las Granadinas | 0                       |                         |  |
|  | Honduras                     | 3                         |   |                              | Curazao                 | 3                       |  |

## Clasificación final
| Posición          | Equipos                      |
| ----------------- | ---------------------------- |
| Medalla de oro    | Estados Unidos               |
| Medalla de plata  | Canadá                       |
| Medalla de bronce | México                       |
| 4                 | Puerto Rico                  |
| 5                 | Guatemala                    |
| 6                 | Honduras                     |
| 7                 | Curazao                      |
| 8                 | San Vicente y las Granadinas |

| Estados Unidos         |
| Campeón Estados Unidos |